# КК Црвена звезда сезона 1979/80.
КК Црвена звезда сезона 1979/80. обухвата све резултате и остале информације везане за наступ Црвене звезде у сезони 1979/80.

## Тим
| бр     | бр     | Позиција      | Име                   | Националност                                     | Напомене |
| ------ | ------ | ------------- | --------------------- | ------------------------------------------------ | -------- |
| 4      | 4      | бек           | Срђан Дабић           | Социјалистичка Федеративна Република Југославија |          |
| 6      | 6      | бек           | Слободан Николић      | Социјалистичка Федеративна Република Југославија |          |
| 7      | 7      | центар        | Жарко Копривица       | Социјалистичка Федеративна Република Југославија |          |
| 8      | 8      | центар        | Радивоје Живковић     | Социјалистичка Федеративна Република Југославија |          |
|        |        | крилни центар | Иван Салај            | Социјалистичка Федеративна Република Југославија |          |
| 10     | 10     | крилни центар | Предраг Богосављев    | Социјалистичка Федеративна Република Југославија |          |
| 11     | 11     | крило         | Горан Бањанин         | Социјалистичка Федеративна Република Југославија |          |
|        |        |               | Михајловић            | Социјалистичка Федеративна Република Југославија |          |
| 14     | 14     | бек           | Бранко Ковачевић      | Социјалистичка Федеративна Република Југославија |          |
|        |        |               | Радивоје Вукосављевић | Социјалистичка Федеративна Република Југославија |          |
|        |        |               | Сава Ковачевић        | Социјалистичка Федеративна Република Југославија |          |
|        |        |               | Александар Шеша       | Социјалистичка Федеративна Република Југославија |          |
|        |        |               | Бранко Мрђен          | Социјалистичка Федеративна Република Југославија |          |
|        |        |               | Жарко Ђуришић         | Социјалистичка Федеративна Република Југославија |          |
| Тренер | Тренер | Тренер        | Ранко Жеравица        | Социјалистичка Федеративна Република Југославија |          |

## Прва лига Југославије
|     | Тим            | Игр. | Поб. | Пор. | П+    | П-    | Бод |
| --- | -------------- | ---- | ---- | ---- | ----- | ----- | --- |
| 1.  | Босна          | 22   | 17   | 5    | 2.020 | 1.904 | 34  |
| 2.  | Југопластика   | 22   | 15   | 7    | 2.001 | 1.846 | 30  |
| 3.  | Цибона         | 22   | 13   | 9    | 1.973 | 1.901 | 26  |
| 4.  | Партизан       | 22   | 12   | 10   | 1.984 | 1.949 | 24  |
| 5.  | Црвена звезда  | 22   | 11   | 11   | 1.929 | 1.933 | 22  |
| 6.  | Задар          | 22   | 10   | 12   | 2.041 | 2.048 | 22  |
| 7.  | Искра Олимпија | 22   | 10   | 12   | 1.955 | 2.028 | 20  |
| 8.  | Шибенка        | 22   | 9    | 13   | 1.980 | 1.949 | 18  |
| 9.  | Работнички     | 22   | 9    | 13   | 1.919 | 2.061 | 18  |
| 10. | Раднички       | 22   | 9    | 13   | 1.881 | 1.983 | 18  |
| 11. | Беко           | 22   | 8    | 14   | 1.892 | 1.930 | 16  |
| 12. | Борац Чачак    | 22   | 8    | 14   | 1.992 | 2.035 | 16  |